# Lugar Incomum
Lugar Incomum foi um programa de viagens exibido pelo canal por assinatura Multishow e apresentado por Didi Wagner. Estreou em 07 de junho de 2006 e atualmente o programa se encontra em sua 21° temporada.

## Temporadas
| Temporada | Transmissão original   | Transmissão original   | Número de Episódios |
| Temporada | Estreia                | Final                  | Número de Episódios |
| --------- | ---------------------- | ---------------------- | ------------------- |
| 1         | 7 de junho de 2006     | 27 de dezembro de 2006 | 30                  |
| 2         | 2 de abril de 2008     | 17 de dezembro de 2008 | 38                  |
| 3         | 1 de abril de 2009     | 2 de dezembro de 2009  | 36                  |
| 4         | 7 de junho de 2010     | 30 de agosto de 2010   | 13                  |
| 5         | 5 de outubro de 2010   | 20 de dezembro de 2010 | 9                   |
| 6         | 26 de junho de 2011    | 14 de agosto de 2011   | 8                   |
| 7         | 2 de julho de 2012     | 20 de agosto de 2012   | 8                   |
| 8         | 22 de outubro de 2012  | 10 de dezembro de 2012 | 8                   |
| 9         | 11 de julho de 2013    | 29 de agosto de 2013   | 8                   |
| 10        | 10 de novembro de 2013 | 29 de dezembro de 2013 | 8                   |
| 11        | 23 de maio de 2014     | 11 de julho de 2014    | 8                   |
| 12        | 3 de novembro de 2014  | 22 de dezembro de 2014 | 8                   |
| 13        | 16 de março de 2015    | 4 de maio de 2015      | 8                   |
| 14        | 3 de agosto de 2015    | 21 de setembro de 2015 | 8                   |
| 15        | 29 de agosto de 2016   | 17 de outubro de 2016  | 8                   |
| 16        | 17 de abril de 2017    | 5 de junho de 2017     | 8                   |
| 17        | 16 de abril de 2018    | 4 de junho de 2018     | 8                   |
| 18        | 15 de abril de 2019.   | 3 de junho de 2019     | 8                   |
| 19        | 3 de agosto de 2020    | 21 de setembro de 2020 | 8                   |
| 20        | 21 de junho de 2021    | 9 de agosto de 2021    | 8                   |
| 21        | 15 de agosto de 2022   | 3 de outubro de 2022   | 8                   |

1. ↑  «"Lugar Incomum" estreia nova temporada sob o comando de Didi Wagner no Multishow». Tela Viva. 11 de agosto de 2022. Consultado em 26 de junho de 2023
2. ↑  «Erika Mader substitui Didi Wagner à frente do 'Lugar Incomum'». areavip.com.br/. Área VIP. 23 de março de 2009. Consultado em 26 de junho de 2023
3. ↑  «Didi Wagner visita o Chile na nova temporada de "Lugar Incomum"». Multishow. 29 de julho de 2020. Consultado em 12 de agosto de 2020